# John E. Kenna
John E. Kenna (St. Albans, 1848. április 10. – Washington, 1893. január 11.) az Amerikai Egyesült Államok szenátora (Nyugat-Virginia, 1883–1893).